# Provincia de Olbia-Tempio
Olbia-Tempio (en italiano Provincia di Olbia-Tempio) fue una provincia de la región de Cerdeña, en Italia. Sus capitales fueron las ciudades de Olbia y Tempio Pausania.
Tuvo un área de 3397 km² y una población total de 138.334 hab. para el 2001. Estaba constituida por 26 municipios (fuente: ISTAT, véase este enlace).
En 2016, siguiendo la ley de la reforma de provincias en Cerdeña (Ley Regional 2/2016), se reasignaron los territorios de la de Olbia-Tempio  a la provincia de Sassari (incluyendo los municipios de San Teodoro y Budoni), que constituyen hoy la zona homogénea de Olbia-Tempio para el ejercicio autónomo de funciones provinciales dentro de la provincia de Sassari.